# Новая Яндовка
Новая Яндовка — село в Старокулаткинском районе Ульяновской области России, в составе Старокулаткинского городского поселения.
Население — 132 (2010) человека.

## География
Село находится в пределах Приволжской возвышенности, являющейся частью Восточно-Европейской равнины, у истоков реки Яндовка (бассейн реки Кулатки), на высоте около 140 метров над уровнем моря. В радиусе 2-3 км в северном и западном направлении от села сохранились широколиственные леса. Почвы — чернозёмы выщелоченные.
Через село проходит автодорога, связывающая Старокулатский и Николаевский районы Ульяновской области. Село расположено примерно в 4 км по прямой в северо-западном направлении от районного центра посёлка городского типа Старая Кулатка. По автомобильным дорогам расстояние до районного центра составляет 4,9 км, до областного центра города Ульяновска — 230 км. 
Часовой пояс
Новая Яндовка, как и вся Ульяновская область, находится в часовой зоне МСК+1. Смещение применяемого времени относительно UTC составляет +4:00.

## История
В Списке населённых мест Российской империи по сведениям за 1859 год упоминается как казённая деревня Новая Ендовка Хвалынского уезда Саратовской губернии, расположенная при вершине речки Кулатки по правую сторону тракта из квартиры первого стана в квартиру второго стана на расстоянии 47 вёрст от уездного города. В населённом пункте насчитывалось 47 дворов, проживали 106 мужчин и 96 женщин, имелась мечеть. 
Согласно переписи 1897 года в Новой Яндовке проживали 500 жителей (252 мужчины и 248 женщин), все магометане.
Согласно Списку населённых мест Саратовской губернии 1914 года деревня Новая Ендовка относилась к Старо-Кулаткинской волости. По сведениям за 1911 год в деревне насчитывалось 111 дворов, проживал 681 житель (337 мужчин и 344 женщины), имелась 1 мечеть и татарская школа. В деревне проживали преимущественно бывшие государственные крестьяне, татары, составлявшие одно сельское общество. 
В 1930 году был организован совхоз «Старокулаткинский».

## Население
Динамика численности населения по годам:
| Годы      | 1859 | 1897 | 1911 | 1989 | 2002 |
| --------- | ---- | ---- | ---- | ---- | ---- |
| Население | 202  | 500  | 681  | ≈240 | 161  |

| 2010 |
| ---- |
| 132  |

Национальный состав
Согласно результатам переписи 2002 года татары составляли 97 % населения села. 

## Известные уроженцы
- Рашитова, Танзиля Кабировна — Герой Социалистического Труда, бригадир совхоза «Старокулаткинский» Старокулаткинского района Ульяновской области[11].